# 토요타 베로사

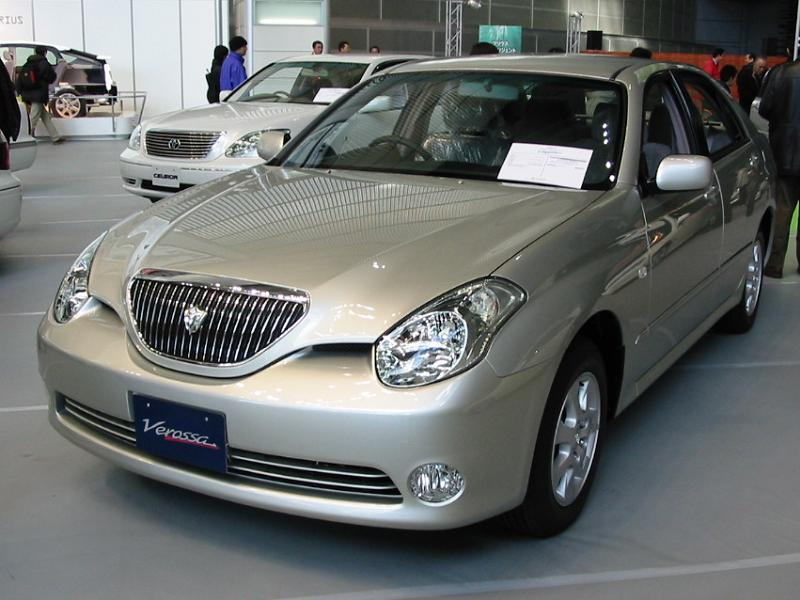
토요타 베로사 정측면

토요타 베로사(Toyota Verossa)는 일본 토요타 자동차가 생산·판매했던 중형 스포츠 세단이다. 2001년 7월에 체이서와 크레스타의 통합 후속 차종으로 출시되었으며, 앞·뒷부분을 제외하고는 X110계 마크 II와 프레임을 공유한 형제 차종이었다. 비스타 딜러(이후 넷츠 딜러로 변경)에서만 판매되었으며, 직렬 6기통 2.0L 1G-FE형, 2.5L 1JZ-FSE형 및 1JZ-GTE형 터보차저 가솔린 엔진이 각각 장착되었고, 변속기는 5단 수동과 4단 및 5단 자동이 제공되었다. 그리고 구동 방식은 후륜구동과 4륜구동으로 나눴다. 2002년 4월에는 특별 사양인 20 세레치오네 V, 20 L 에디션, 20Four L 에디션이 선보였으며, 2003년 1월에는 부분 변경을 감행함과 동시에 고급 사양인 익시드 트림이 추가되었다. 그러나 스포티 컨셉과 전혀 거리가 먼 클래식한 디자인이 적용되었고, 마크 II와는 달리 4도어 하드톱이 선보이지 않으면서 차별성이 부각되지 않은 단점으로 꼽혔다. 결국 판매 부진으로 인해 2004년 5월, 통합 후속 차종인 마크 X가 출시되기 전에 마크 II와 통합되는 형식으로 단종되었다.